# فرنسيسكو خافيير لوبيز دياز
فرنسيسكو خافيير لوبيز دياز (بالإسبانية: Francisco Javier López Díaz)‏ (20 أبريل 1988 بمالقة في إسبانيا - ) هو لاعب كرة قدم إسباني في مركز الوسط. لعب مع بونفيرادينا وريال خاين وريال مورسيا ونادي غوادالاخارا ونادي غوادالاخارا ونادي مالقا وAtlético Malagueño ‏.

## وصلات خارجية
- فرنسيسكو خافيير لوبيز دياز على موقع قاعدة بيانات كرة القدم.إي يو (الإنجليزية)
- فرنسيسكو خافيير لوبيز دياز على موقع Soccerway.com (الإنجليزية)